# Stenocercus doellojuradoi
Stenocercus doellojuradoi este o specie de șopârle din genul Stenocercus, familia Tropiduridae, descrisă de Freiberg 1944. Conform Catalogue of Life specia Stenocercus doellojuradoi nu are subspecii cunoscute.